# Levél
Pour les articles homonymes, voir Level.
Levél est un village et une commune du comitat de Győr-Moson-Sopron en Hongrie.